# Fernando Fernán Gómez

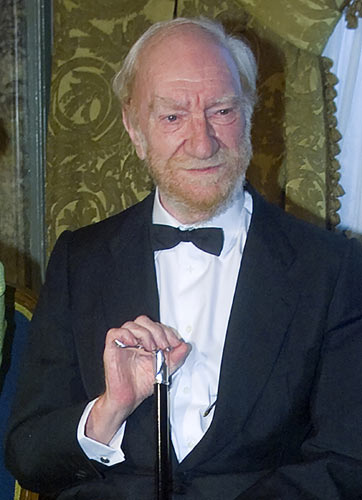
Fernando Fernán Gómez

Fernando Fernán Gómez (* 28. August 1921 in Lima, Peru; † 21. November 2007 in Madrid) war ein spanischer Schauspieler, Drehbuchautor und Filmregisseur.

## Leben
Fernán Gómez war der Sohn der spanischen Schauspielerin Carola Fernán Gómez (1899–1967). Er lebte bis zu seinem dritten Lebensjahr in Peru und Argentinien. Dann kam seine Mutter mit ihm zurück nach Spanien. Er trat bereits während seines Studiums an der Philosophischen Fakultät in Madrid in Laientheatergruppen auf. 1938 hatte er sein Debüt bei der professionellen Theatergruppe von Laura Pinillos, 1940 trat er am Madrider Teatro de la Comedia auf. Sein Filmdebüt hatte er 1943. Fernán Gómez spielte anfangs meist komische Rollen, etwa in Filmen von Juan Antonio Bardem oder Luis García Berlanga. Seine erste eigene Regiearbeit realisierte er 1959.
Sein 1963 gedrehter Film El mundo sigue (dt. Das Leben geht weiter) wurde 2016 von der Zeitschrift Caimán. Cuadernos de cine zum neuntbesten Film der spanischen Filmgeschichte gewählt. Obwohl der Film von der Zensur zugelassen wurde, konnte er 1965 lediglich in Bilbao gezeigt werden und verschwand schnell wieder aus dem Kino. Der Film ist ein schonungsloses Porträt der Madrider Gesellschaft der 1950er Jahre und stellt die national-katholischen Werte des Franco-Regimes in Frage. 50 Jahre später, 2015, kam er in einer restaurierten Fassung schließlich doch noch in die Kinos und landete einen Überraschungserfolg.
Erst in den 1970er Jahren erhielt er auch Rollenangebote abseits des komischen Fachs und entwickelte sich zu einem der anerkanntesten Charakterdarsteller Spaniens, so in Carlos Sauras Anna und die Wölfe (1972). Auch als Schriftsteller war er erfolgreich. Er verfasste zahlreiche Theaterstücke, Romane, Erzählungen, Drehbücher und ein Opernlibretto.
Erst Ende der 1970er Jahre nahm der Schauspieler mit argentinischer Staatsbürgerschaft die spanische an. Fernán Gómez war mit der 2018 verstorbenen spanischen Sängerin und Schauspielerin María Dolores Pradera verheiratet und später mit der ebenfalls mittlerweile verstorbenen spanischen Schauspielerin und Schriftstellerin Emma Cohen. Die Tochter aus der ersten Ehe, Helena Fernán Gómez, ist ebenfalls Schauspielerin.
In seiner Karriere gewann er sechsmal den Spanischen Filmpreis Goya. Zweimal gewann er einen Silbernen Bären auf der Berlinale 1977 und auf der Berlinale 1985. Die Internationalen Filmfestspiele Berlin ehrten ihn dann 2005 mit dem Goldenen Ehrenbären für sein Lebenswerk. Vom 30. Januar 2000 bis zu seinem Tod war er Mitglied der Real Academia Española, in der er den Sitz für den Buchstaben B innehatte.

## Filmografie (Auswahl)
- 1943: Rosas de otoño
- 1951: Mit leeren Händen (Balarrasa)
- 1952: Männer ohne Tränen (La voce del silenzio)
- 1965: El mundo sigue (Regie, Drehbuch, Darstellung)
- 1972: Anna und die Wölfe (Ana y los lobos)
- 1973: Der Geist des Bienenstocks (El espíritu de la colmena)
- 1977: Blutiger Zahltag (La ragazza del pigiama giallo)
- 1979: Mama wird 100 Jahre alt (Mamá cumple cien años)
- 1986: Mambrú se fue a la guerra
- 1986: El viaje a ninguna parte (Regie, Drehbuch, Darstellung)
- 1989: Esquilache
- 1989: El mar y el tiempo (Regie, Drehbuch, Darstellung)
- 1992: Belle Epoque (Belle epoque)
- 1998: El abuelo
- 1999: Alles über meine Mutter (Todo sobre mi madre)
- 1999: La lengua de las mariposas
- 2000: Lázaro de Tormes (Regie, Drehbuch)
- 2002: Jenseits der Erinnerung (En laciudad sin límites)
- 2004: ¡Hay motivo! (Stimme)

## Auszeichnungen (Auswahl)
Goya
- Bester Hauptdarsteller
  - 1987 für Mambrú se fue a la guerra – gewonnen
  - 1990 für Esquilache und El mar y el tiempo – nominiert
  - 1999 für El abuelo – gewonnen
  - 2000 für  La lengua de las mariposas – nominiert

- Bester Nebendarsteller
  - 1993 für Belle Epoque (Belle epoque) – gewonnen

- Beste Regie
  - 1987 für El viaje a ninguna parte – gewonnen
  - 1990 für El mar y el tiempo – nominiert

- Bestes Drehbuch
  - 1987 für El viaje a ninguna parte – gewonnen
  - 1990 für El mar y el tiempo – nominiert
  - 2001 für Lázaro de Tormes – gewonnen